# Enrico Dandolo (patriote)
Enrico Dandolo (né le 26 juin 1827 à Varèse et mort le 3 juin 1849 à Rome) est un patriote italien, connu pour avoir participé à certaines des plus importantes batailles du Risorgimento.

## Biographie
Issu d'une famille qui a vu naître plusieurs figures liées à la Première guerre d'indépendance italienne, Enrico Dandolo a été l'un des protagonistes des cinq journées de Milan (1848) avec son frère Emilio, ainsi que ses amis Luciano Manara et Emilio Morosini.
Ayant acquis une bonne expérience dans la tactique de la guérilla, il prit part avec les volontaires lombards de la Légion Manara aux campagnes du Bresciano et du Trentin lors de la Première guerre d'indépendance italienne. L'année suivante, toujours avec son frère Emilio, il a participé à la création de la République romaine (1849). Au cours de la bataille contre les Français, qui a finalement vu la libération de Rome par les insurgés, Dandolo combattit avec le grade de capitaine dans le bataillon de Bersaglieri lombards sous le commandement de Luciano Manara.
Il est mort dans la nuit du 3 juin 1849, au cours de l'affrontement qui a eu lieu près de la Villa Corsini.
Il a été enterré à Vezia, un petit village près de Lugano (canton du Tessin), où la famille de son ami le comte Morosini avait une villa. Tullio Dandolo, le père d'Enrico et d'Emilio avait essayé d'obtenir la permission du gouvernement autrichien, pour enterrer son fils dans le tombeau familial à Adro, mais les conditions étaient trop humiliantes pour la famille, et Enrico fut donc inhumé en terre étrangère.
120 ans plus tard, les habitants d'Adro, ayant appris que la chapelle de Vezia était à l'abandon, ont demandé et obtenu la permission de ramener les restes d'Enrico dans le tombeau familial. La translation, prise en charge par la communauté d'Adro, a eu lieu, au cours d'une cérémonie solennelle en septembre 1968, et fut l'occasion d'un rassemblement national du corps des Bersaglieri qui sont venus à Adro honorer leur camarade héroïque.